# جيمس بنتلي (مؤرخ)
جيمس بنتلي (بالإنجليزية: James Bentley)‏ هو مؤرخ بريطاني، ولد في 9 مارس 1937، وتوفي في 26 ديسمبر 2000 في سومور في فرنسا.